# Germanischer Lloyd
A Germanischer Lloyd foi uma sociedade classificadora baseada em Hamburgo, Alemanha.
Deixou de existir como entidade independente em setembro de 2013, como resultado de sua fusão com a DNV (Det Norske Veritas) da Noruega para se tornar a atual DNV GL.